# Stichopathes echinulata
Stichopathes echinulata är en korallart som beskrevs av Brook 1889. Stichopathes echinulata ingår i släktet Stichopathes och familjen Antipathidae. Inga underarter finns listade i Catalogue of Life.